# Bretó
Bretó est une commune espagnole de la province de Zamora dans la Communauté autonome de Castille-et-León.